# Alocasia flabellifera
Alocasia flabellifera är en kallaväxtart som beskrevs av Alistair Hay. Alocasia flabellifera ingår i släktet Alocasia och familjen kallaväxter. Inga underarter finns listade.